# Gogoro
Gogoro ist ein taiwanesischer Hersteller von E-Scootern, E-Bikes und Pedelecs. Das Unternehmen wurde 2011 gegründet. Die CEO des Unternehmens sind Horace Luke und Matt Taylor. Gogoro rüstet in Deutschland das Bosch-Unternehmen Coup mit E-Rollern aus. Die Roller sind vor allem für kurze Strecken in der Stadt konzipiert. Des Weiteren betreibt Gogoro ein Netz von Batteriewechselstationen.

## Geschichte
Gogoro wurde im Jahr 2011 von Horace Luke und Matt Taylor gegründet und erhielt im Gründungsjahr eine Anschubfinanzierung über 50 Mio. US-Dollar von Samuel Yin und Cher Wang. Im Oktober 2014 wurden weitere 100 Mio. US-Dollar in das Unternehmen investiert. Im November 2015 investierten Panasonic und der taiwanesische  National Development Fund 30 Mio. Euro.
Der Gogoro Smartscooter war der erste Motorroller des Unternehmens und wurde im Januar 2015 auf der Consumer Electronics Show (CES) in Las Vegas vorgestellt.
2018 erhielt das Unternehmen für das Wachstum auf dem europäischen Markt 300 Millionen US-Dollar in einer Serie-C Investmentrunde. Zu den Investoren gehörten Temasek, eine Investmentgesellschaft aus Singapur, Generation Investment Management, Sumitomo Corporation, Engie.

## Modelle

### SmartscooterGogoro

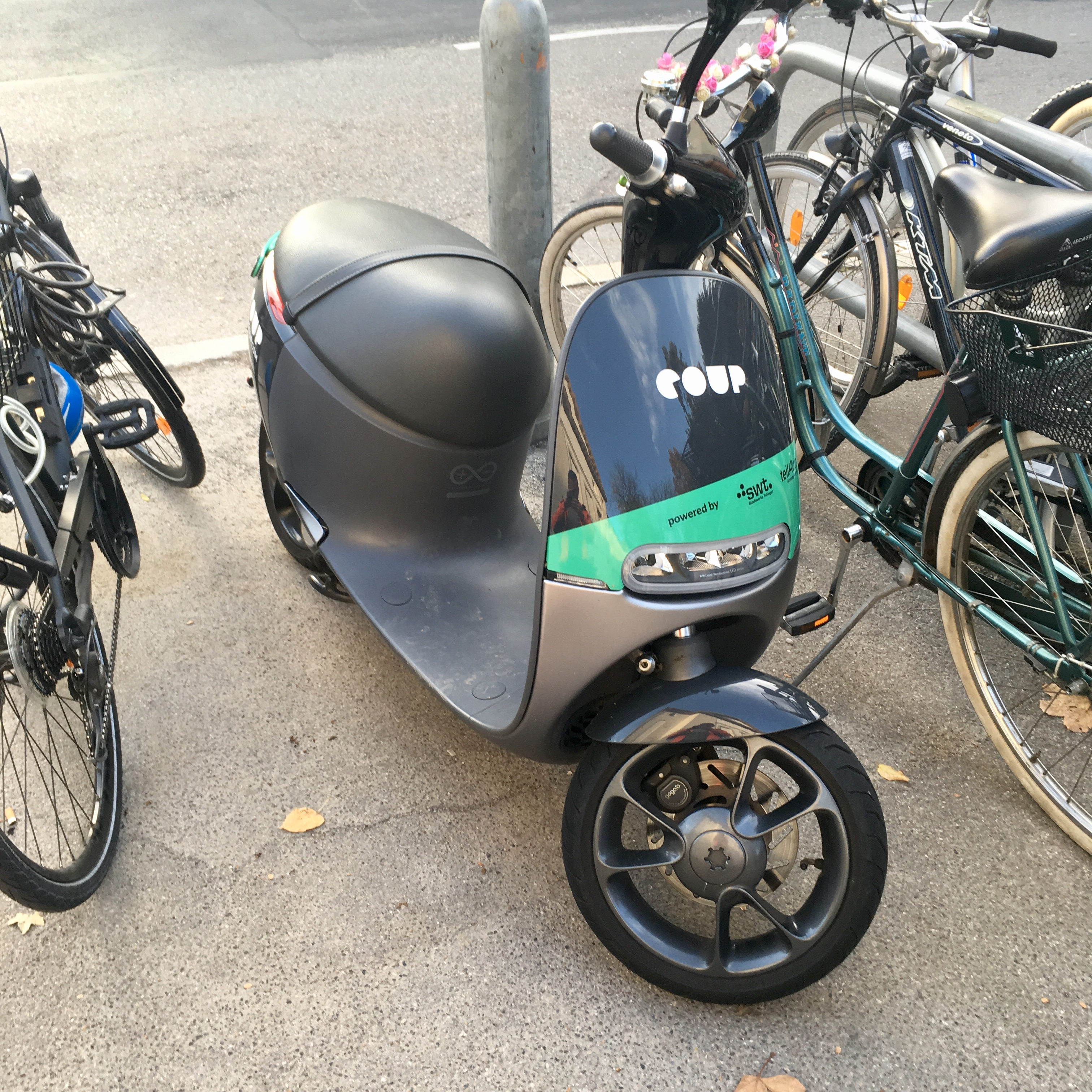
Gogoro 1 als Coup E-Roller in Tübingen

Der erste Smartscooter von Gogoro wurde für den städtischen Verkehr konzipiert. Er nutzt eine austauschbare Batterie von Panasonic. Durch die Nutzung des Sharing-Economy-Services Coup von Bosch sind die Scooter in vielen Städten wie Berlin oder Tübingen seit 2016 auf dem Markt verfügbar und für jede Person mit Führerschein ausleihbar. Von der Serie Gogoro 1–3 waren in Berlin im Jahr 2018 1000 Roller verfügbar.

### E-BikeEeyo 1
Im Jahr 2020 hat Gogoro ein E-Bike in Europa auf den Markt gebracht, welches laut Unternehmensangaben 11,9 Kilogramm wiegt. Es besitzt einen Hinterrad-Nabenmotor, der von einem Gates-Riemen angetrieben wird. Zuerst war es seit Oktober 2020 in Frankreich erhältlich. Belgien, Monaco, Deutschland, der Schweiz, Österreich und der Tschechischen Republik sollen folgen.

## Planungen

### Gogoro Viva
Ab 2020 bringt Gogoro ein Modell auf den Markt, der sich unterhalb der bisher angebotenen E-Roller positioniere und eine größere Zielgruppe ansprechen soll. Viva kommt maximal auf 45 km/h und sei eine moderne und umweltfreundliche Alternative zu günstigen Kleinkrafträdern mit Verbrenner-Technik.

### Pedelec
Im Jahr 2020 bringt Gogoro sein erstes Pedelec auf den Markt. Es enthält einen Riemenantrieb und eine Batterie mit 123 Wh. Das Laden des Pedelecs dauere 2,5 Stunden. Über das Smartphone können die Fahrer sich mit dem Smartwheel verbinden und es durch die Sperrung des Motors vor Diebstahl schützen.